# Орден Пошани (Казахстан)
О́рден Поша́ни (каз. Құрмет ордені) — державна нагорода Республіки Казахстан. Заснований у 1993 році.
Орденом Пошани нагороджуються громадяни за заслуги у розвитку економіки, соціальної сфери, науки і культури, освіти, за зразкову службу в державних органах та активну громадську діяльність.

## Опис
Орден Пошани випускався двох типів, більш ранній — на маленькій колодці.
Знак ордена виготовляється зі срібла і являє собою позолочену п'ятипроменеву зірку, промені якої вкриті емаллю зеленого кольору і закінчуються елементами казахського орнаменту. Між променів — срібні штрали у вигляді променів, що розходяться. У центрі знака — круглий медальйон синьої емалі із зображенням золотого сонця. Під медальйоном — стрічка червоної емалі з надписом «ҚҰРМЕТ».
Знак за допомогою ланки у вигляді елемента казахського орнаменту підвішений до шестикутної орденської колодки, обтягнутої орденською стрічкою.
Орденська стрічка шовкова муарова блакитного кольору, з білою смужкою по середині, облямованої червоними смужками меншої ширини.

## Орденська монета
У 2010 році Національний банк Республіки Казахстан випустив у обіг колекційні пам'ятні монети номіналом «50 тенге», виготовлені з нейзільберу, із зображенням ордена Пошани.